# فينيل الليثيوم
فينيل الليثيوم هو مركب ليثيوم عضوي له الصيغة C6H5Li، ويكون في الحالة الصلبة على شكل بلورات بيضاء عديمة اللون، في حين أن محاليله لها لون متدرج بين البني والأحمر وذلك حسب نوع المذيب المستخدم..

## التحضير
يحضّر فينيل الليثيوم من تفاعل الليثيوم الفلزي مع برومو أو كلورو البنزين:
{\displaystyle \mathrm {C_{6}H_{5}Br+2\ Li\longrightarrow \ C_{6}H_{5}Li+LiBr} }
بطريقة أخرى يمكن تحضير المركب من تفاعل حلقة البنزين مع ن-بوتيل الليثيوم. هذا التفاعل ينشّط بوجود مانح من النمط سيغما σ مثل مركب رباعي ميثيل ثنائي أمين الإيثيلين (TMEDA).
{\displaystyle \mathrm {C_{6}H_{6}+C_{4}H_{9}Li\longrightarrow \ C_{6}H_{5}Li+C_{4}H_{10}} }
يقوم TMEDA بفكفكة تجمعات n-BuLi إلى وحداتها الأولية ويعمل على استقطاب الرابطة بين Li–C.

## الخصائص

### البنية
تتكون بنية فينيل الليثيوم من وحدات ثنائية من Li2Ph2 تكون فيها ذرات الليثيوم وذرات الكربون حلقات رباعية مسطحة. إن مستوى مجموعة الفينيل يكون عمودياً على مستوى حلقة Li2C2. تتشكل روابط بين جزيئية قوية إضافية بين هذه الوحدات الثنائية لفينيل الليثيوم مع الإلكترونات من النمط π لمجموعة الفينيل للوحدات المجاورة، مما يؤدي إلى الحصول على بنية بوليمرية لامتناهية على شكل سلّم.
في المحلول فإن المركب يأخذ عدة بنى حسب نوع المذيب المستخدم. في رباعي هيدرو الفوران فإنه يتوازن بين حالتي أحادي وثنائي الوحدة. في الإيثر، فإن فينيل الليثيوم يوجد على شكل رباعي وحدات.

## الاستخدامات
يستخدم فينيل الليثيوم بشكل أساسي كعامل لإضافة الليثيوم للمركبات الأخرى في الاصطناع العضوي وكبديل عن كواشف غرينيار من أجل إضافة مجموعة الفينيل.